# Ocupação japonesa do Camboja
A ocupação japonesa do Camboja foi o período da história cambojana durante a Segunda Guerra Mundial, quando o Império do Japão estabeleceu a sua autoridade sobre o Camboja.
A ocupação militar japonesa durou entre 1941 e 1945 e, em geral, a população cambojana escapou das brutalidades infligidas aos civis pelos ocupantes japoneses em outros países do Sudeste Asiático. Embora inicialmente permitiu que o governo francês de Vichy permanecesse nominalmente no comando da Indochina colonial, em 1945, as autoridades japonesas no Camboja acabaram por estabelecer um estado fantoche pró-Tóquio .

## Antecedentes históricos
A Guerra franco-tailandesa de 1940-1941 deixou as autoridades coloniais da Indochina francesa em uma posição de fraqueza. O governo de Vichy, assinou um acordo com Japão para permitir o trânsito militar japonês através da Indochina Francesa e estacionar tropas no norte do Vietnã, até ao limite de 25.000 homens.
Enquanto isso, o governo tailandês, reforçado em virtude do tratado de amizade com o Japão, se aproveitou de sua posição e invadiu províncias do oeste do Camboja. Na sequência desta invasão, Tóquio sediou a assinatura de um tratado em março de 1941 que obrigou os franceses a abandonar as províncias de Battambang, Siem Reap, bem como uma extensão estreita de terra entre os paralelos 15 e as Montanhas Dangrek na Província de Stung Treng.
Após o Estado tailandês - sob a liderança pró-japonesa do Marechal Plaek Phibunsongkhram - ocupar esses territórios, o Camboja havia perdido quase meio milhão de cidadãos e um terço de sua superfície anterior.

## Ocupação japonesa
Em agosto de 1941, o exército japonês entrou no Protetorado Francês do Camboja e estabeleceu uma guarnição que contava com 8.000 soldados. Apesar de sua presença militar, as autoridades japonesas permitiram que as autoridades coloniais da França de Vichy permanecessem em seus postos administrativos.
Em 20 de julho de 1942, houve uma grande manifestação anti-francesa, em Phnom Penh, após um monge proeminente, Hem Chieu, ser preso por supostamente pregar sermões sediciosos à milícia colonial. As autoridades francesas prenderam o líder da manifestação, Pach Chhoeun, e exilaram Con Son, na sua ilha-prisão. Pach Chhoen era um intelectual cambojano respeitado, associado com o Institut Bouddhique e fundador da Nagaravatta, o primeiro jornal abertamente político na língua khmer em 1936, junto com o Sim Var. Outro dos homens por trás do Nagaravatta, Son Ngoc Thanh (um magistrado educado em Paris), também foi responsabilizado pela manifestação, que as autoridades francesas suspeitaram terem sido realizadas com o incentivo japonês.

### Estado fantoche pró-Tóquio

Bandeira do estado fantoche de curta duração cambojano pró-japonês (março - outubro 1945)

Em 1945, o Japão realizou um golpe de Estado que temporariamente eliminou o controle francês sobre a Indochina. Os japoneses por toda a Indochina derrubaram o governo colonial francês e desarmaram as forças francesas. Seu objetivo era reavivar o apoio a sinalização das populações locais para o esforço da guerra de Tóquio, incentivando os governantes nativos a proclamar a independência. 
Em 9 de março de 1945, o jovem rei Norodom Sihanouk proclamou o Estado independente do Kampuchea, na sequência de um pedido formal por parte dos japoneses. Pouco tempo depois, o governo japonês nominalmente ratificou a independência do Camboja e estabeleceu um consulado em Phnom Penh.  Em 13 de março, o rei Sihanouk mudou o nome oficial do país em língua francesa de Cambodge para Kampuchea. O novo governo acabou com a romanização da língua khmer que a administração colonial francesa estava começando a impor e oficialmente reintegrar a escrita Khmer. Essa medida tomada pelo governo de curta duração, seria popular e de longa duração, pois desde então o governo no Camboja não tentaria romanizar a língua Khmer novamente.
Ngoc Thanh Son retornou para o Camboja em maio. Inicialmente, foi nomeado ministro das Relações Exteriores e se tornaria primeiro-ministro dois meses depois. O Estado fantoche cambojano do Japão durou de março a outubro de 1945. 
A ocupação japonesa do Camboja terminou com a rendição oficial do Japão em agosto de 1945. Depois que as unidades militares aliadas entraram no Camboja, as forças militares japonesas presentes no país foram desarmadas e repatriadas. Os franceses foram capazes de restabelecer uma administração colonial, em Phnom Penh, em outubro do mesmo ano. Depois de prender Son Ngoc Thanh por colaboração com os japoneses, as autoridades coloniais francesas o exilaram na França, onde viveu em prisão domiciliar. Alguns dos seus apoiantes passaram para a clandestinidade e fugiram para a região  controlada pela Tailândia no noroeste do Camboja, onde eles acabaram de unir forças em um grupo pró-independência, o Khmer Issarak. Este movimento nacionalista anti-francês politicamente heterogêneo foi organizado com o apoio da Tailândia, mas que mais tarde se dividiu em duas facções .